# 鸿塔水心亭渡头
鸿塔水心亭渡头位于福建省晋江市安海镇鸿塔社区水心禅寺院内西侧，安平桥东端白塔下，建于宋代，包括两段石台阶，由花岗岩条石纵横相间堆砌而成。
2013年2月5日，鸿塔水心亭渡头公布为晋江市第五批市级文物保护单位。